# James A. Kushlan
James Anthony Kushlan (* 11. Oktober 1947 in Cleveland, Ohio) ist ein US-amerikanischer Ornithologe, Ökologe, Pädagoge, Naturschützer und Autor.

## Leben
Kushlan erwarb 1969 den Bachelor of Science mit der Auszeichnung cum laude an der University of Miami, wo er bis 1972 Maytag-Stipendiat und von 1972 bis 1974 Forschungsstipendiat war. 1972 graduierte er mit der Arbeit An ecological study of an alligator pond in the Big Cypress Swamp of southern Florida zum Master of Science und 1974 wurde er mit der Dissertation The ecology of the white ibis in southern Florida: a regional study unter der Leitung von Oscar T. Owre an der University of Miami zum Ph.D. in Biologie promoviert. Von 1972 bis 1973 war er Techniker für Hydrologie beim United States Geological Survey. Von 1973 bis 1975 war er biologischer Techniker beim Nationalpark-Service. Von 1975 bis 1984 war er leitender Forschungsbiologe im Everglades-Nationalpark. Von 1976 bis 1980 war er Lehrbeauftragter am Fachbereich Biologie der University of Miami. Von 1984 bis 1985 war er Außerordentlicher Professor an der Texas A&M University–Commerce. Zudem war er dort Mitglied und Präsident von Sigma Xi. Von 1985 bis 1988 war er Professor und Direktor des Water Resources Center an der Texas A&M University–Commerce. Von 1988 bis 1998 war er Professor für Biologie an der University of Mississippi, von 1988 bis 1995 Lehrstuhlinhaber. Im selben Zeitraum war er Mitglied der Association of Mississippi Colleges Biology Chairs und 1991 deren Vorsitzender.
Von 1988 bis 1994 war er Vorsitzender und 1995 bis 2001 Direktor des Patuxent Wildlife Research Center des United States Biological Service und des United States Geological Survey. Von 2000 bis 2005 war er wissenschaftlicher Mitarbeiter an der Smithsonian Institution. Von 2001 bis 2002 war er leitender wissenschaftlicher Berater am United States Geological Survey.
Von 1975 bis 1982 war er Mitglied im Florida Panther Recovery Team, von 1975 bis 1983 im American Crocodile Recovery Team und von 1979 bis 1983 im Cape Sable seaside sparrow Recovery Team. 1978 war er Gastwissenschaftler an der Charles Darwin Research Station der Charles Darwin Foundation auf den Galapagosinseln. Von 1973 bis 1983 war er wissenschaftlicher Mitarbeiter beim Institut für Tropenzoologie an der Universidad Central de Venezuela. 1980 war er Gastdozent am Nordischen Institut für Ökologie in Schweden. Von 1981 bis 1998 war er Mitglied der IUCN Crocodile Specialist Group. 1985 gründete er die IUCN Heron Specialist Group. 1986 war er Komiteemitglied bei der North American Prairie Conference. Von 1986 bis 1987 war er Mitglied im National Riparian Habitat Council. Von 1993 bis 1995 war er Vorsitzender der mathematisch-wissenschaftlichen Arbeitsgruppe am Mississippi Public Education Forum in Jackson.
Von 1981 bis 1984 war er Redaktionsmitglied und von 1985 bis 1988 Chefredakteur der Zeitschrift Colononial Waterbirds der Colonial Waterbird Society, wo er von 1996 bis 1998 Präsident war. Von 1993 bis 1995 war er stellvertretender Chefredakteur der Zeitschrift Wetlands. 
Von 1994 bis 1997 war er Vorstandsmitglied, 1998 Vizepräsident sowie von 2004 bis 2006 Präsident der American Ornithologists’ Union. Von 1995 bis 2004 war er Vorstandsmitglied bei Wetlands International in den Niederlanden. Von 1996 bis 1998 war er Präsident der Waterbird Society. Von 2000 bis 2006 war er Vorstandsmitglied bei der American Bird Conservancy. Von 2006 bis 2010 war er Mitglied beim International Ornithological Committee. 
Kushlans Forschungsschwerpunkt ist die Ökologie der Feuchtgebiete, wobei er sich insbesondere Studien über die Anpassung von Wasservogel- und Fischpopulationen an schwankende Wasserbedingungen widmet. Er veröffentlichte über 250 Arbeiten über Ornithologie sowie über die Populations- und Gemeinschaftsökologie, insbesondere über den Einfluss von Umweltschwankungen, und war Co-Autor von mehreren Büchern.

## Ehrungen
1996 verlieh ihm das Thiel College die Ehrendoktorwürde. 1999 folgte die John Cabot University in Rom. 2005 stiftete das Hawk Mountain Sanctuary den James A. Kushlan Award.

## Privates
Kushlan war ab 1970 in erster Ehe mit Marilyn Gray Spalding verheiratet, von der er sich im November 1981 scheiden ließ. Im Dezember 1983 heiratete er Paula C. Frohring. Er hat eine Tochter und einen Sohn.

## Schriften
- (mit William F. Loftus): Fresh Water Fishes of Southern Florida, 1983.
- (mit James A. Hancock): The Herons Handbook, 1984.
- (mit James A. Hancock & M. Philip Kahl): Storks, Ibises and Spoonbills of the World, 1988.
- (mit Heinz Hafner): Heron Conservation, 2000.
- (mit Melanie J. Steinkamp, Katharine C. Parsons, Jack Capp, Martin Acosta Cruz, Malcolm Coulter, Ian Davidson, Loney Dickson, Naomi Edelson, Richard Elliot, R. Michael Erwin, Scott A. Hatch, Stephen Kress, Robert Milko, Steve Miller, Kyra L. Mills, Richard Paul, Roberto Phillips, Jorge E. Saliva, Bill Syderman, John Trapp, Jennifer Wheeler und Kenton D. Wohl): Waterbird Conservation for the Americas, 2002.
- (mit James A. Hancock): The Herons, 2005.
- Conserving Herons, 2008.
- (mit Kirsten Hines): Fairchild Tropical Gardens Bird Trail Guide, 2014.
- (mit Kirsten Hines): Key Biscayne, 2014.
- (mit Kirsten Hines): Birds of Fairchild, 2014.
- (mit Kirsten Hines): Attracting Birds to South Florida Gardens, 2014.
- (mit Kirsten Hines): Biscayne National Park, 2017.
- (mit Kirsten Hines): Dry Tortugas National Park, 2019.
- Seeking the American Tropics, South Florida’s Early Naturalists, 2020.